# Штейнсель
Штейнсель (люкс. Steesel, фр. Steinsel) — коммуна в Люксембурге, располагается в округе Люксембург. Коммуна Штейнсель является частью кантона Люксембург. В коммуне находится одноимённый населённый пункт.
Население составляет 4750 человек (на 2008 год), в коммуне располагаются 1735 домашних хозяйств. Занимает площадь 21,81 км² (по занимаемой площади 45 место из 116 коммун). Наивысшая точка коммуны над уровнем моря составляет 373 м. (83 место из 116 коммун), наименьшая 241 м. (52 место из 116 коммун).

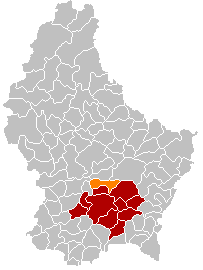
Оранжевый цвет - коммуна Штейнсель, красный - кантон Люксембург.